# Agrotis xylographa
Agrotis xylographa là một loài bướm đêm trong họ Noctuidae.